# 山部車站
山部車站（日语：／ Yamabe eki */?）是曾位於北海道富良野市字山部市街地的北海道旅客鐵道（JR北海道）根室本線的鐵路車站。為快速列車「狩勝號」的停靠車站。車站編號為T32。電報略號為。
車站名稱的由來為阿伊努語的「yam-pe」（冷水）、「yam-pet」（冷水河）或是「yam-e/yam-a-e」（吃栗子）。

## 歷史
- 1900年（明治33年）12月2日 - 以北海道官設鐵道十勝線的信號場開始營業。
- 1901年（明治34年）4月1日 - 升格為車站。一般車站。
- 1905年（明治38年）4月1日 - 由國有鐵道轉移接管。
- 1984年（昭和59年）2月1日 - 廢除貨物處理。
- 1985年（昭和60年）3月14日 - 廢除行李處理。
- 1987年（昭和62年）4月1日 - 國鐵分割民營化後，由JR北海道繼承，改為簡易委託站。
- 1994年（平成4年）4月1日 - 由北海道旅客鐵道釧路分公司改為總公司的鐵道事業本部管轄。廢除簡易委託，改為無人車站。

## 車站構造
- 山部車站為擁有2個側式月台及2條鐵路路線的地面車站。並設置平交道。
- 瀧川方向（2號線）為木造月台，新得方向（1號線）為碎石月台。
- 無人車站。

## 車站周邊
- 國道38號
- 北海道道544號麓鄉山部停車場線
- 北海道道706號南陽山部停車場線
- 富良野市政府山部分所
- 富良野警察署山部派出所
- 山部郵政局
- 富良野農業協同組合（JA富良野）山部分所
- 富良野市立山部中學
- 富良野市立山部小學
- 富良野巴士、占冠村營巴士「山部」、North Liner「山部車站前」站

## 相鄰車站
北海道旅客鐵道（JR北海道）
■根室本線
布部（T31）－山部（T32）－下金山（T33）

## 外部連絡
- （日語）山部車站 （页面存档备份，存于）
- （日語）參觀全部車站之旅 （页面存档备份，存于）